# Gazela-dama
A gazela-dama ou gazela-de-pescoço-vermelho (Nanger dama) é uma espécie de antílope do gênero Nanger. Esta espécie está em perigo crítico, existindo atualmente menos de 250 indivíduos. É preservada em cativeiro em diversos países, num total de cerca de 3000 indivíduos, nomeadamente em Portugal, no Zoo Santo Inácio.

## Descrição
A gazela-dama é a maior das gazelas, com cerca de 99 cm de altura nos ombros e um peso de 40-86 kg. Os chifres são mais curtos do que noutras gazelas.

## Subespécies
Há três subespécies de gazela-dama:
- Nanger dama dama
- Nanger dama mhorr
- Nanger dama ruficollis